# Lambro
Lambro (lombardsky Lamber nebo Lambar) je přítok Pádu v italském regionu Lombardie. Je přibližně 130 kilometrů dlouhý. Pramen této řeky Menaresta se nalézá na úpatí hory Monte San Primo (1685 metrů nad mořem), nejvyšší hory pohoří Triangolo Lariano, které je Komským jezerem rozděleno na dvě částí. Lambro protéká Monzou, teče východně od Milána a u Corte Sant'Andrea se vlévá do Pádu.